# Новоберёзовка (Тюменская область)
Новоберёзовка — село в Аромашевском районе Тюменской области России. Административный центр Новоберёзовского сельского поселения. Малая родина Казака И. Е., Героя Советского Союза (1944).

## География
Деревня находится в юго-восточной части региона, в северо-восточной части района, в лесостепной зоне, на реке Балахлей в месте впадения в неё рек Елечная и Липнянка, на расстоянии примерно 52 километров (по прямой) к северо-востоку от села Аромашева, административного центра района, в 110 км к северу от Ишима, в 225 км к востоку от Тюмени..

### Климат
Климат характеризуется как резко континентальный, с длительной морозной зимой и коротким тёплым летом. Средняя многолетняя температура самого холодного месяца (января) составляет −18,6 °С (абсолютный минимум — −49 °С), температура самого тёплого (июля) — 17,6 °С (абсолютный максимум — 38 °С). Безморозный период длится в течение 111 дней. Среднегодовое количество осадков — 200—427 мм, из которых около 70 % приходится на период с мая по сентябрь. Снежный покров держится в среднем 156 дней.

### Уличная сеть
ул. 8 Марта, ул. Береговая, ул. Вилюка, ул. Казака, ул. Лесная, ул. Николаевская, ул. Новая, ул. Олимпийская, ул. Садовая, ул. Центральная.

## Население
| 1989 | 2002 | 2010 |
| ---- | ---- | ---- |
| 965  | ↘746 | ↘609 |

## Известные уроженцы, жители
В селе родился Иван Емельянович Казак (1919—1943) — младший сержант Рабоче-крестьянской Красной Армии, участник Великой Отечественной войны, Герой Советского Союза (1944).
Александр Александрович Журавлёв учился с первого по десятый класс в сельской школе Новоберёзовки.

## Инфраструктура

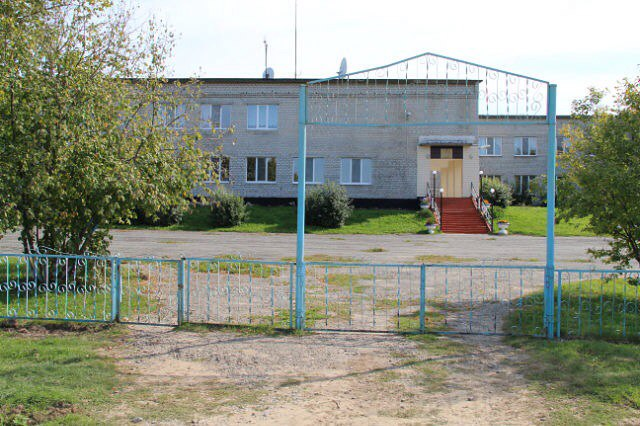
Новоберезовская СОШ

В селе имеется школа на 390 мест, школьная и сельская библиотеки общим фондом 11 тысяч экземпляров, дом культуры, клуб.

В школе есть краеведческий музей. В нём хранятся фотографии и письма с фронта трёх Героев Советского Союза: Казака Ивана Емельяновича, Марчука Пётра Васильевича и Зенковского Аркадия Ивановича. Имеется в музее уголок, посвящённый местному поэту Владимиру Белову, члену Союза писателей РФ. 

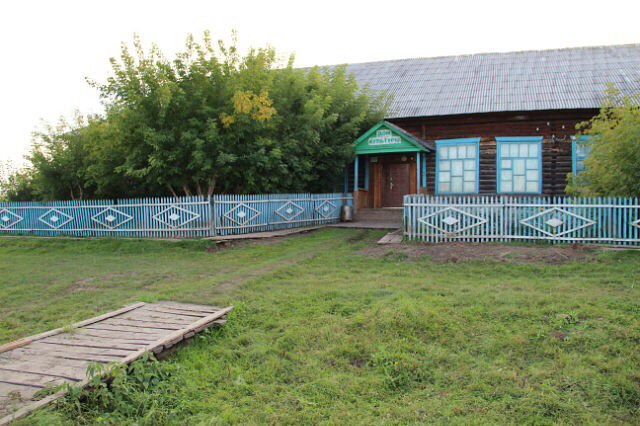
Дом культуры

Торговое обслуживание осуществляют 3 магазина.

## Транспорт
Стоит на автодороге «Кротово — Новопетрово» (идентификационный номер 71 ОП МЗ 71Н-306). Остановка общественного транспорта «Новоберёзовка».